# Šotra
Šotra je priimek več oseb:
- Branko Šotra, bosansko-srbski umetnik
- Ivanka Lukić-Šotra, srbska slikarka
- Zdravko Šotra, bosanski režiser in scenarist